# 屋根裏の妖精たち
『屋根裏の妖精たち』（やねうらのようせいたち）は宝塚歌劇団のミュージカル作品。星組公演。
併演作品は『マイ・ハイ・スイング』。

## 解説
※『宝塚歌劇年100年史（舞台編）』の宝塚大劇場公演のページを参照。
1963年に上演された『虹のオルゴール工場』の設定を、場所と時代を変えて作られたミュージカル。主題歌にロンバーグの曲が使用された。

## ストーリー
※『宝塚歌劇年100年史（舞台編）』の宝塚大劇場公演のページを参照。
ニールは、ニューヨーク、グリニッジ・ヴィレッジの屋根裏で作曲家になりたいと思っていた。ある日、ニールは裕福な実業家の娘との結婚を仲間たちに勧められるが、彼の見た夢の世界を通して、真実の愛に目覚め、貧しいながらも清純な娘・シンシアとの愛を選ぶ。

## 公演期間と公演場所
- 1975年5月14日 - 7月1日[1]（代役公演：5月31日[3]、新人公演：6月21日[3]）　宝塚大劇場
- 1975年8月1日 - 8月30日[2]（代役公演：8月19日[3]、新人公演：8月24日[3]）　東京宝塚劇場

## 主な配役
- ニール - 鳳蘭（代役公演(宝塚・東京共通)：浦路夏子、新人公演(宝塚・東京共通)：峰さを理）[3]
- シンシア - 衣通月子（代役公演(宝塚・東京共通)：月城千晴、新人公演(宝塚)：夢まどか、新人公演(東京)：紫城いずみ）[3]

## 宝塚大劇場公演のデータ
形式名は「コメディ・ファンタジー」。12場。

### スタッフ（宝塚大劇場公演）
- 作・演出：高木史朗[1]
- 音楽：中元清純[4]
- 音楽指揮：溝口堯[4]
- 振付：喜多弘[4]、山田卓[4]
- 装置：石浜日出雄[4]
- 衣装：任田幾英[4]
- 照明：今井直次[5]
- 音響・録音：松永浩志[5]
- 小道具：上田特市[5]
- 効果：扇野信夫[5]
- 合唱指導：十時一夫[5]
- 演出補：大関弘政[5]
- 演出助手：太田哲則[5]
- 制作：野田浜之助[5]